# Moyenne pondérée
 (juillet 2024).
Si vous disposez d'ouvrages ou d'articles de référence ou si vous connaissez des sites web de qualité traitant du thème abordé ici, merci de compléter l'article en donnant les références utiles à sa vérifiabilité et en les liant à la section « Notes et références ».
La moyenne pondérée est la moyenne d'un certain nombre de valeurs affectées de coefficients.
En statistique, considérant un n-uplet de réels
{\displaystyle x=(x_{1},x_{2},\dots ,x_{n}),}
et les coefficients, ou poids, correspondants,
{\displaystyle \alpha =(\alpha _{1},\alpha _{2},\dots ,\alpha _{n})} de somme non nulle,
la moyenne pondérée {\displaystyle {\bar {x}}} est calculée suivant la formule :
{\displaystyle {\bar {x}}={\frac {\sum _{i=1}^{n}\alpha _{i}x_{i}}{\sum _{i=1}^{n}\alpha _{i}}}}, quotient de la somme pondérée des {\displaystyle x_{i}} par la somme des poids,
soit
{\displaystyle {\bar {x}}={\frac {\alpha _{1}x_{1}+\alpha _{2}x_{2}+\alpha _{3}x_{3}+\cdots +\alpha _{n}x_{n}}{\alpha _{1}+\alpha _{2}+\alpha _{3}+\cdots +\alpha _{n}}}.}
Il s'agit donc du barycentre du système {\displaystyle {\begin{pmatrix}x_{1}&\cdots &x_{n}\\\alpha _{1}&\cdots &\alpha _{n}\end{pmatrix}}}.
Lorsque tous les poids sont égaux, la moyenne pondérée est identique à la moyenne arithmétique. Alors que la moyenne pondérée a des propriétés similaires à celles de la moyenne arithmétique, elle a cependant quelques propriétés non intuitives, telles que par exemple celle du paradoxe de Simpson.
D'autres types de moyennes ont une version pondérée ; par exemple, il existe une moyenne géométrique pondérée ainsi qu'une moyenne harmonique pondérée.
La moyenne pondérée a été utilisée dans l'enseignement primaire français depuis au moins l'époque du ministre Jules Ferry à la fin du XIXe siècle, mais a pris un regain d'intérêt avec les réalisations autour des ensembles flous.